# 济邕高速动车组列车
济邕高速动车组列车是中国铁路运行于山东省省会济南市至广西壮族自治区首府南宁市的高速动车组列车，现每天开行2对列车，客运乘务均由南宁局集团南宁客运段担当。

## 历史
2014年9月25日，新增武汉～南宁G433/434次列车。
2014年12月10日，原武汉~南宁东G433/434次列车延长至济南西站始发终到。
2016年9月10日，配合徐兰高速铁路通车，该车在徐州东至武汉间改经徐兰高铁、京广高铁运行。
2019年7月10日，列车延长至济南东站始发终到，车次调整为G2068/2065、G2066/2067次。
2024年1月10日，配合济郑高铁济南西至濮阳东段开通，原武汉～柳州（南宁东）G435/436次列车运行区段延长为济南西～南宁东。

## 使用列车
2对列车均使用配属南宁局集团南宁动车运用所的CRH380A。